# لیک مونته زوما (آریزونا)
لیک مونته زوما (به انگلیسی: Lake Montezuma) یک منطقهٔ مسکونی در ایالات متحده آمریکا است که در شهرستان یاواپای، آریزونا واقع شده‌است. لیک مونته زوما ۳۱٫۰۵ کیلومتر مربع مساحت و ۵۲٬۵۲۷ نفر جمعیت دارد و ۱٬۰۵۵ متر بالاتر از سطح دریا واقع شده‌است.